# Villa Gropallo dello Zerbino
Villa Balbi Durazzo Gropallo "Dello Zerbino" è una storica dimora cinquecentesca italiana, situata nel quartiere di Castelletto, in un'area che, quando la villa fu costruita, si trovava al di fuori delle mura cittadine ed era incolta (in Lingua ligure zerbo, da cui deriva il toponimo "Zerbino"). Costruita fra il 1599 e il 1603 come residenza estiva dei nobili genovesi Stefano e Giovanni Battista Balbi, nel Settecento passò a Marcello III Durazzo, quindi alla famiglia Gropallo. È di proprietà della famiglia Castelbarco Albani, utilizzata come sede di riunioni ed eventi.

## Storia
La villa fu costruita fra il 1599 e il 1603 come residenza estiva dei nobili genovesi Stefano Balbi, ambasciatore a Milano, e Giovanni Battista Balbi. Passata nel Settecento a Marcello III Durazzo, all'inizio dell'Ottocento fu rinnovata dall'architetto genovese Emanuele Andrea Tagliafichi, che si dedicò in particolare alla risistemazione del parco. Durante l'espansione urbana ottocentesca, la villa e il suo parco non furono toccate e la città circonda oggi la villa senza comprometterne l'unità monumentale. Alla fine dell'Ottocento, la villa passò alla famiglia Gropallo fino al 1995, quando l'ultima discendente, la marchesa Laura Gropallo della Sforzesca, la lasciò ai figli Cesare e Marcello Castelbarco Albani. La villa oggi viene affittata come sede di riunioni ed eventi.

## Descrizione

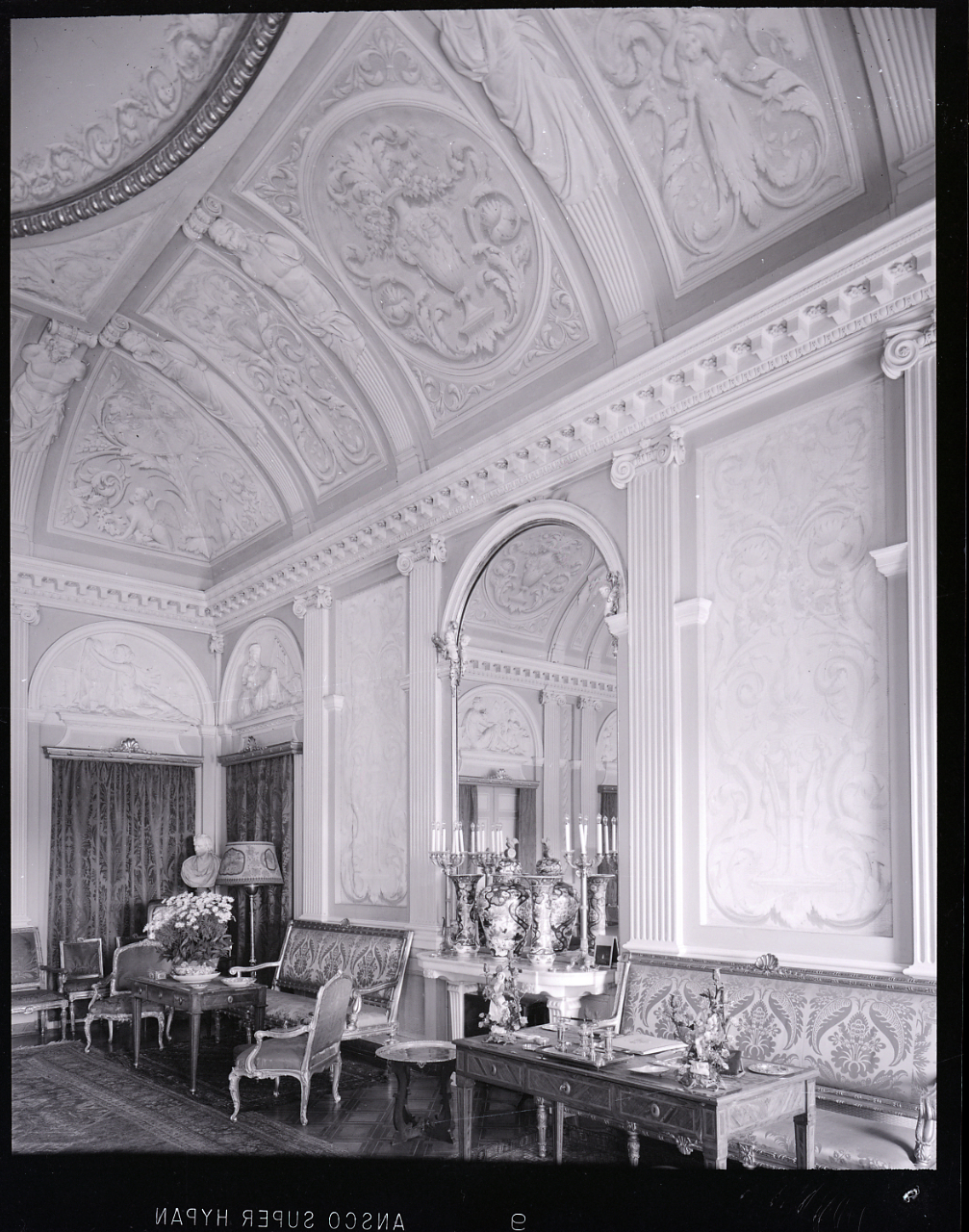
Interni. Foto di Paolo Monti, 1964

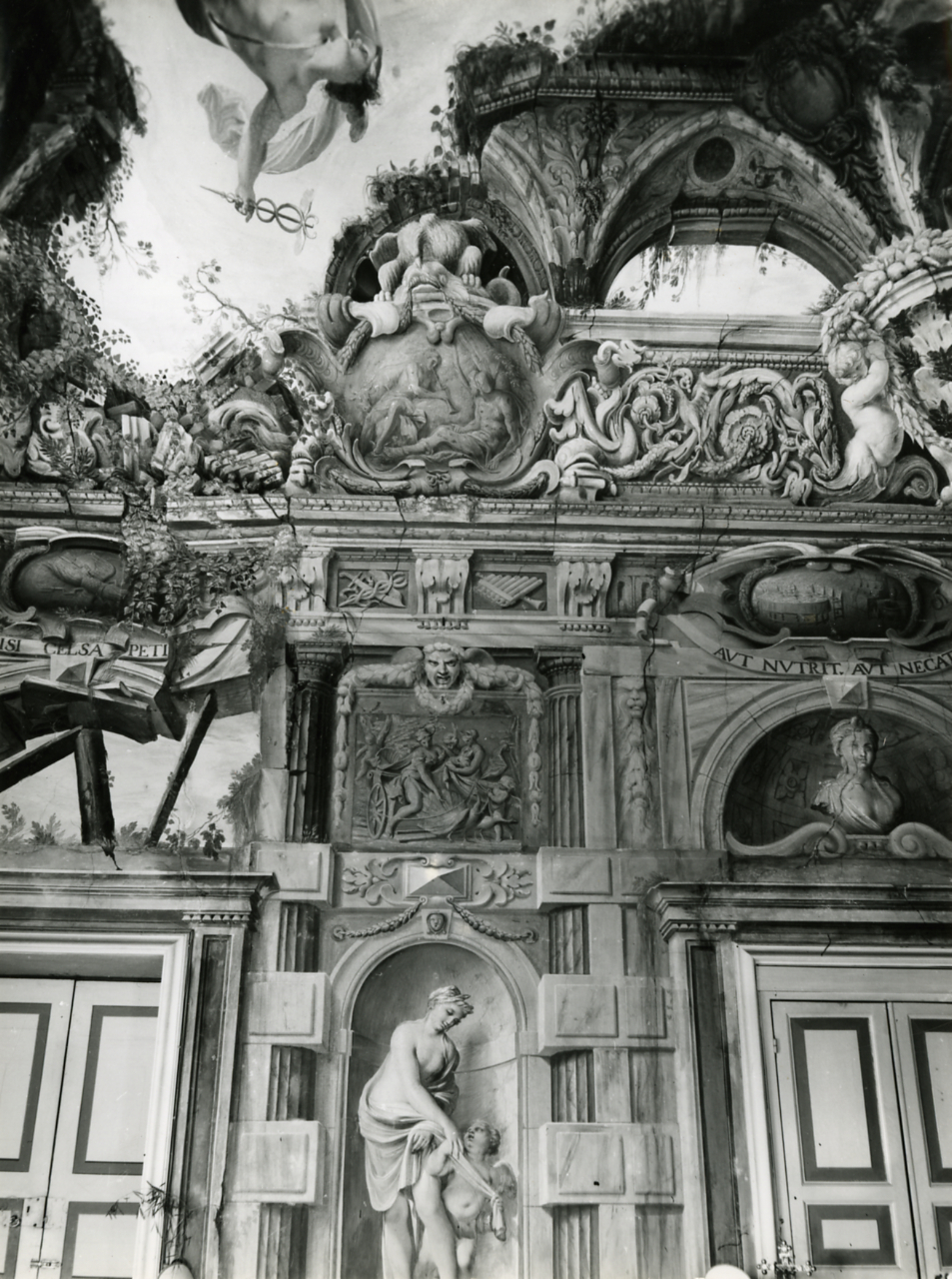
Decorazione degli interni. Foto di Paolo Monti, 1964

### Architettura
L'architettura della villa segue la tradizionale tripartizione alessiana della facciata. Anche l'impostazione interna è tradizionale, con ambienti centrati attorno alle stanze principali.

### Decorazione
La decorazione interna, ancora ben preservata, include gli affreschi secenteschi al piano nobile di Domenico Piola e Gregorio De Ferrari, quest'ultimo l'autore dell'affresco del salone centrale, rappresentante Il Tempo e le Stagioni. Il piano terra, rinnovato in stile neoclassico dal Tagliafichi nel Settecento, ha una grande sala aperta al giardino, decorata da Giovanni Barabino e Michele Canzio.

### Giardino

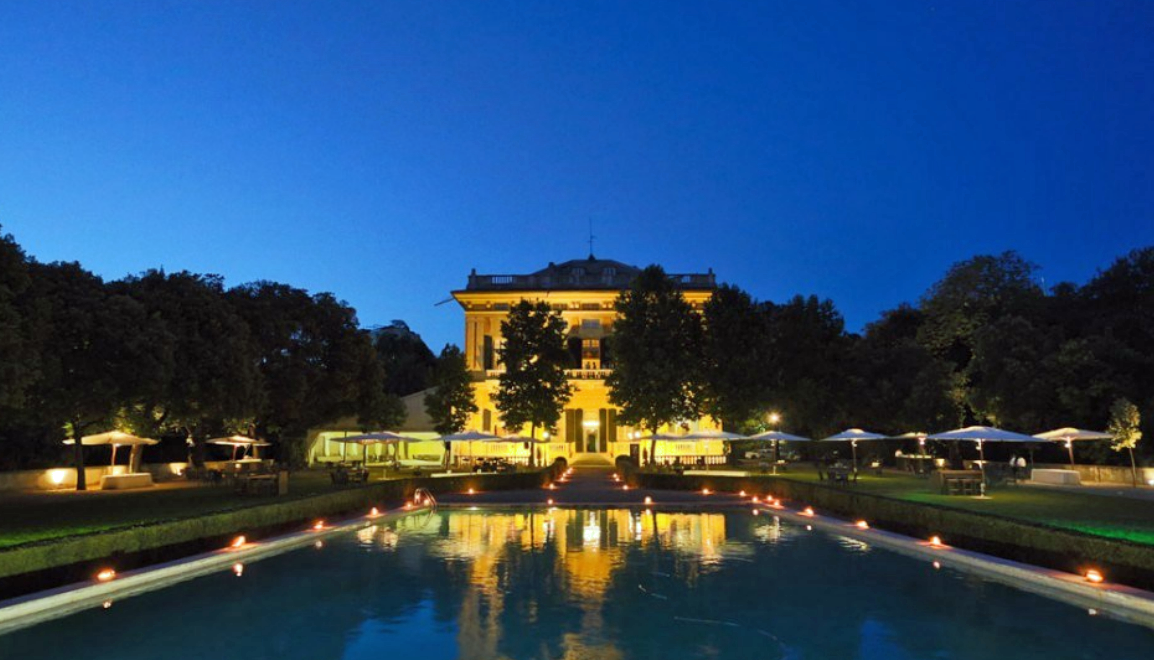
Veduta notturna del giardino

Il parco fu rimodellato all'inizio dell'Ottocento dal Tagliafichi, con terrazzamenti, scaloni, un ninfeo e una grotto romantica. Il nobile Ippolito Durazzo, ritiratosi a vita privata dopo la caduta della Repubblica di Genova nel 1815, si dedicò alla ricerca botanica e contribuì ad abbellire il giardino con molte specie pregiate.

"Il
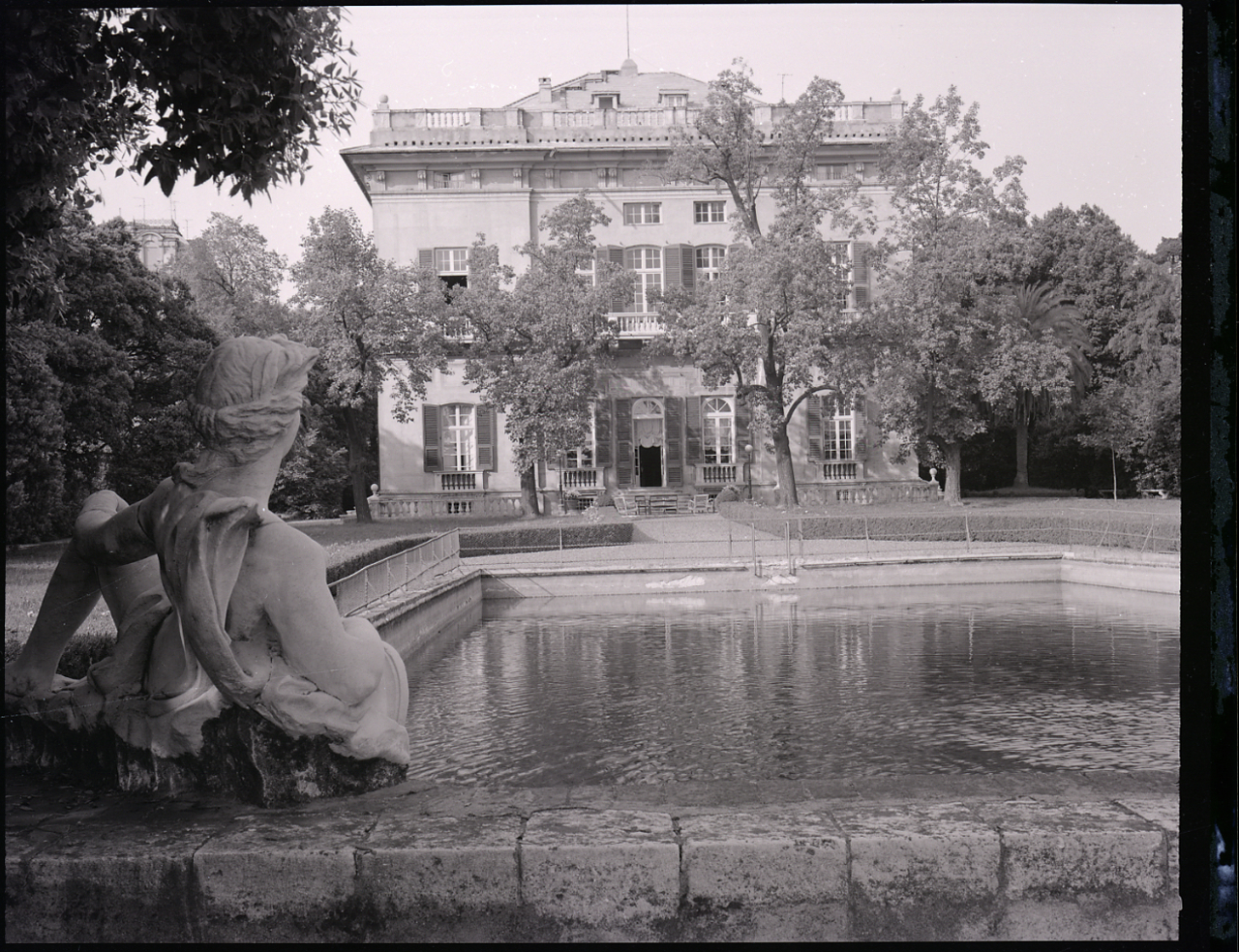
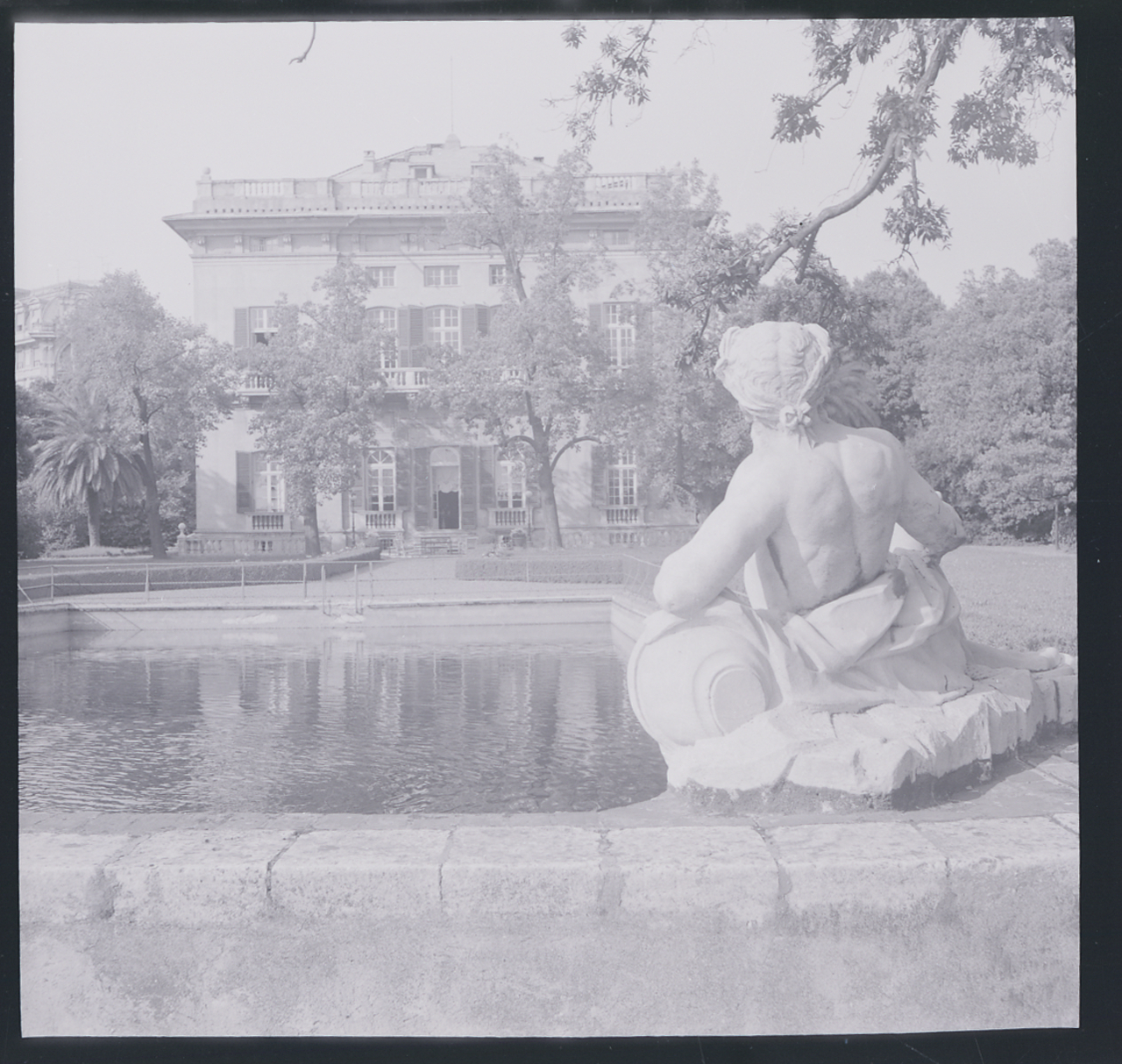
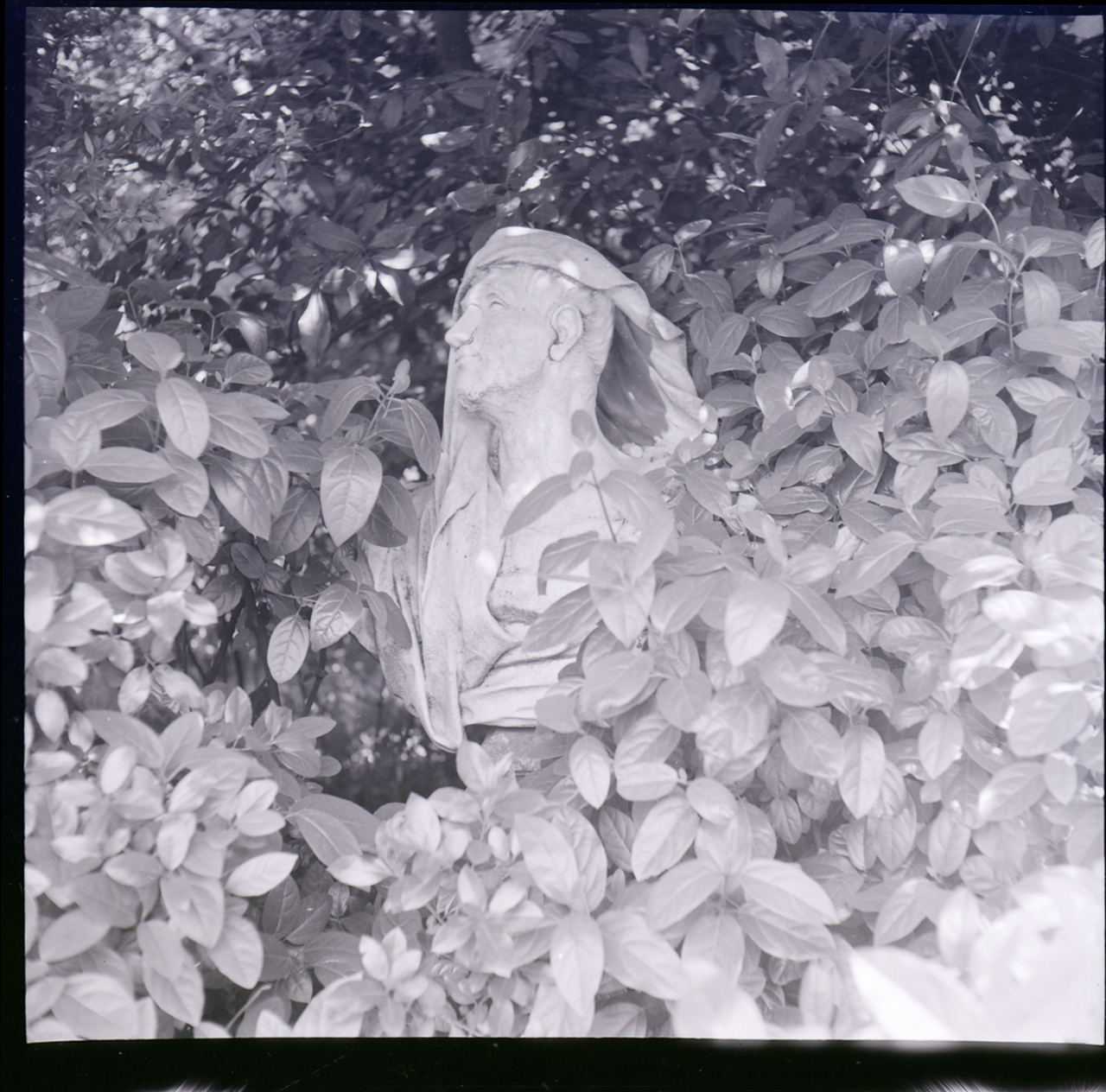

- Il giardino e la villa nelle foto di Paolo Monti, 1964